# Unilever
Unilever és una empresa britànica creada el 1929 com a resultat de la fusió de la societat neerlandesa Margarine Unie i el fabricant de sabó anglès Lever Brothers. Els grans competidors d'Unilever són Procter & Gamble, Nestlé, Mars Incorporated i Reckitt Benckiser. Fabrica i comercialitza aliments, productes d'higiene personal i cosmètics així com productes per a la neteja de la llar.

## Història
Margarine Unie als Països Baixos i Lever Brothers es van fusionar a causa de l'ús compartit d'oli de palma tant per al sabó, com per a la margarina. Unilever és a tot arreu del món amb més de cinc-centes filials.

## Operacions
Unilever és propietari de més de 400 marques com a resultat de les seves adquisicions, però, l'empresa se centra en el que s'anomena "marques de mil milions de dòlars", 13 marques que cada una aconsegueix vendes anuals de més de mil milions de dòlars americans. Les 25 principals marques d'Unilever li representen més del 70% de les vendes. Les marques estan concentrades gairebé totalment en dues categories: aliments i begudes, i cura personal i de la llar.